# Walter Nosiglia
Walter Nosiglia Navarro (Sucre, 4 de enero de 1962) es un piloto de cuatriciclo boliviano. 
Hijo de Teresa Navarro Paredes y Mario Nosiglia. Se inició en los deportes de motor en 1977, con 15 años, participando en campeonatos nacionales e internacionales. En 2014 se inscribió en el Dakar, participando en todas las ediciones hasta 2017 y obteniendo su mejor resultado en 2015, donde llegó 3º. En la edición de 2016 llegó sexto y en la edición de 2017 ganó la tercera etapa convirtiéndose en el primer piloto boliviano en ganar una etapa del Dakar.
Su legado se encarga por Daniel Nosiglia y Walter jr que compiten por primera vez en el Rally Dakar de 2017 por la categoría de motos.

## Resultados

### Rally Dakar
| Año     | Clase | Vehículo | Posición | Etapas |
| ------- | ----- | -------- | -------- | ------ |
| 2014    | Quads | Honda    | Ret.     | -      |
| 2015    | Quads | Honda    | 3.º      | -      |
| 2016    | Quads | Honda    | 6.º      | -      |
| 2017    | Quads | Honda    | Ret.     | 2      |
| 2018    | Quads | Honda    | Ret.     | -      |
| 2019    | Quads | Honda    | Ret.     | -      |
| Fuente: |       |          |          |        |